# Gouvernement Trevín
 Asturies
Rodríguez-Vigil Marqués
Le gouvernement Trevín est le gouvernement des Asturies entre le 24 juin 1993 et le 18 juillet 1995, durant la IIIe législature de la Junte générale de la principauté des Asturies. Il est présidé par Antonio Trevín.

## Composition
| Fonction                                                             | Titulaire | Titulaire                           | Parti    |
| -------------------------------------------------------------------- | --------- | ----------------------------------- | -------- |
| Président                                                            |           | Antonio Ramón María Trevín Lombán   | FSA-PSOE |
| Conseillère à l'Intérieur et aux Administrations publiques           |           | María Antonia Fernández Felgueroso  | FSA-PSOE |
| Conseiller aux Finances, à l'Économie et à la Planification          |           | Avelino Viejo Fernández             | FSA-PSOE |
| Conseillère à l'Éducation, à la Culture, aux Sports et à la Jeunesse |           | Amelia Valcárcel Bernaldo de Quirós | FSA-PSOE |
| Conseiller à la Santé et aux Services sociaux                        |           | José García González                | FSA-PSOE |
| Conseiller aux Infrastructures et au Logement                        |           | Juan Manuel Cofiño González         | FSA-PSOE |
| Conseiller au Milieu rural et à la Pêche                             |           | Santiago Alonso González            | FSA-PSOE |
| Conseiller à l'Industrie, au Tourisme et à l'Emploi                  |           | Julián Bonet Pérez                  | FSA-PSOE |
| Conseillère à l'Environnement et à l'Urbanisme                       |           | María Luisa Carcedo Roces           | FSA-PSOE |